# Château de Montoire-sur-le-Loir
Le château de Montoire est un ancien château fort, de nos jours ruiné, dont les vestiges se dressent sur la commune française de Montoire-sur-le-Loir dans le département de Loir-et-Cher, en région Centre-Val de Loire.
Les ruines du château sont classées au titre des monuments historiques.

## Localisation
Le château est bâti sur le rebord d'une colline, là où elle s'échancre par un vallon sec, en rive gauche du Loir, sur la commune de Montoire-sur-le-Loir, dans le département français de Loir-et-Cher. Il surveillait le pont qui enjambe la rivière, le bourg et la voie de passage.

## Historique
Le site du château est sûrement occupé durant les IXe et Xe siècles, par un petit édifice fortifié prévenant les attaques vikings.[réf. souhaitée]

### Le château du XI auXIIIesiècle
La première mention du château de Montoire en tant que tel date du début du XIe siècle. Il dépend du comté de Vendôme, dont le comte est alors Geoffroy Martel. Le premier seigneur connu, à qui Martel confie les terres de Montoire, est un certain Nihard en 1033. À partir de 1071, il est remplacé par Hamelain de Langeais, qui fait construire le premier donjon du château en pierre, qu’une analyse dendrochronologique a permis de dater autour de 1080. Celui-ci est remodifié durant le XIIe siècle, en abaissant le plancher de la salle seigneuriale d'1m 70 et en modifiant les ouvertures.
À la fin du XIIe siècle, la forteresse est prise à deux reprises, d'abord par Richard Cœur de Lion puis par le roi Philippe Auguste. En 1188, ce dernier se sert du château comme base d'attaque pour s'emparer du château de Trôo défendu par Richard Cœur de Lion.
Pierre II de Montoire épouse Agnès, la fille du comte Bouchard IV de Vendôme. 
De cette union nait Jean IV de Vendôme, seigneur de Montoire qui deviendra comte de Vendôme en 1217, après que tous les autres héritiers directs soient morts, amenant alors à la tête du comté les Montoire-Vendôme. Ce comte de Vendôme pour protéger le donjon du côté du plateau au sud fait édifier la chemise du donjon, formait d'un angle saillant et d'une tourelle semi-circulaire.

### Le château sous la comtesseAlix de Bretagne
La comtesse Alix de Bretagne reçu, à la mort de son mari Bouchard VI de Vendôme, le château de Montoire comme douaire. Cela à probablement entraîné divers travaux dans le château, puisque celui-ci connait au XIIIe et  XIVe siècle une multitude de travaux, avec l'adjonction de deux tours polygonales (peut-être d'inspiration bretonne), et une tour semi-circulaire ouverte à la gorge. Un logis est construit le long de l'une des tours polygonales et de la tour semi-circulaire, composé au rez-de-chaussée de deux pièce chacune munie d'une cheminée, et à l'étage d'une vaste pièce avec une cheminée monumentale. Ce logis fut peut-être construit dans la première moitié du XIVe siècle, donc sous Bouchard VI.
Une cuisine/boulangerie fut également construite, probablement vers le milieu du XIVe siècle dans un ancien fossé de l'une des cours du château.
Alix de Bretagne décéde dans le château en 1377'.
A la suite de la mort de Bouchard VII de Vendôme et de sa fille Jeanne de Vendôme, le comté passe à la sœur de Bouchard, Catherine de Vendôme, mariée à Jean Ier de Bourbon-La Marche, faisant passer le comté de Vendôme, et donc la baronnie de Montoire dans la famille de Bourbon (formant les Bourbon-Vendôme). 

### Les travaux deLouis Ier de Bourbon-Vendôme(XVesiècle)

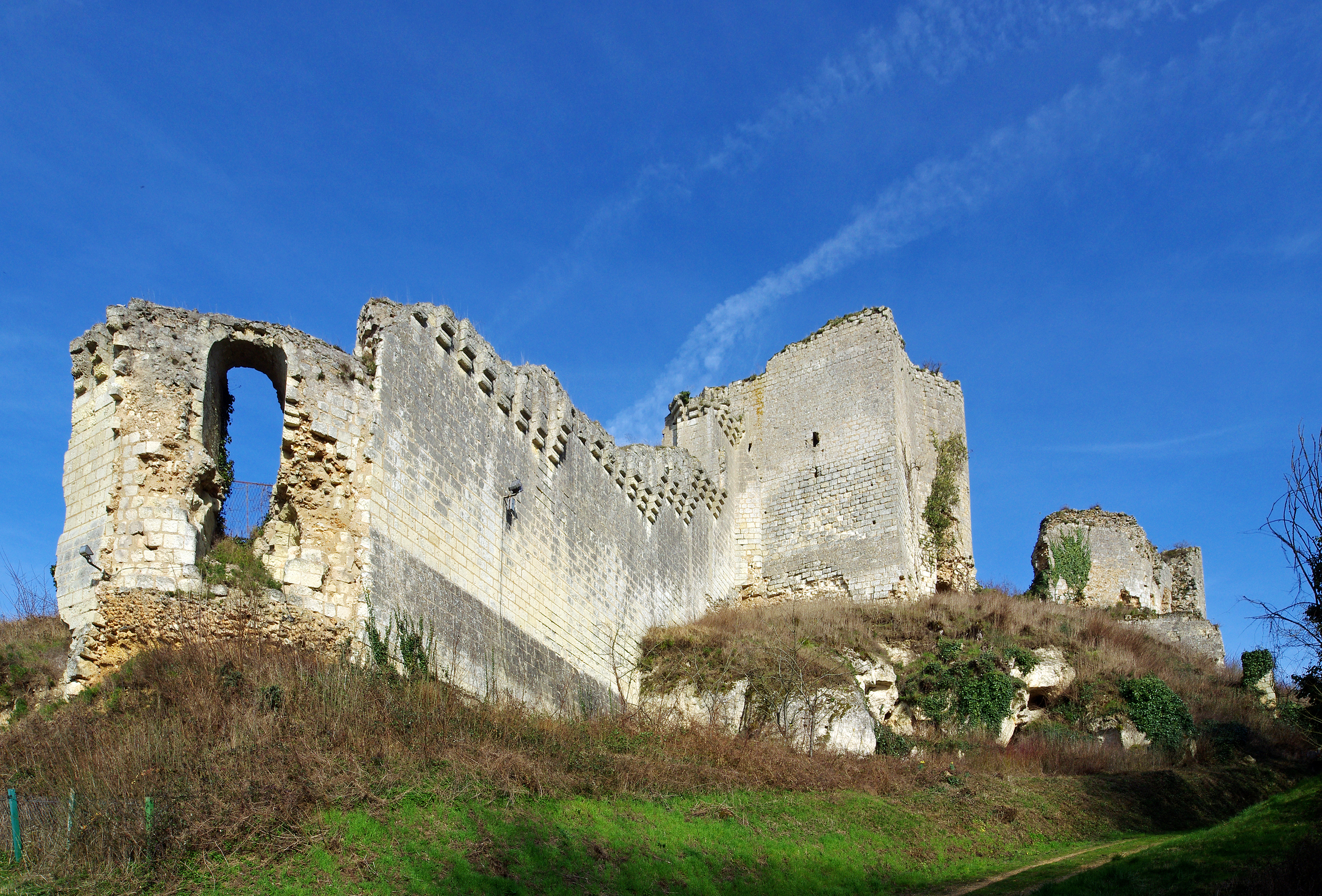
Vue de la tour sud-ouest ruinée et de la muraille construite par Louis Ier de Bourbon-Vendôme.

Louis Ier de Bourbon-Vendôme est grand maitre de l'hôtel sous Charles VII, il a effectué d'important travaux de modernisation dans le château de Lavardin, et fait de même dans le château de Montoire sur la courtine sud et la tour sud-ouest. L'ensemble se compose d'une longue courtine qui s'étage en escalier pour suivre la pente de l'éperon, d'une tour desservit par un large escalier d'apparat, la qualité d'exécution de cet ensemble, dans une architecture étudié fait plus penser à un ensemble architecturale de plaisance regardant vers les jardins du château, ainsi que de prestige s'inspirant (comme à Lavardin) des grandes constructions princière effectués par les ducs d'Anjou et de Berry (Saumur, Mehun-sur-Yèvre, etc.).
Le roi Charles VII passa au château lors de son séjour au château de Lavardin durant le siège du Mans en 1448.

### LeXVIesiècle
Les derniers comtes, et en particulier les ducs, ne vinrent plus que de rares fois au château, ne considérant Montoire plus que comme une source de revenus parmi d'autres. L'un de ses rares passages fut celui que fit Antoine de Bourbon et Jeanne d'Albret, duc et duchesse de Vendôme, en septembre 1549 suite à leur mariage, ils y restèrent environ trois mois.
Le 3 mars 1551, le roi Henri II, la reine Catherine de Médicis et la sœur du roi, Marguerite de France, duchesse de Berry, couchèrent à Montoire, probablement au château. 
En 1589, Henri de Bourbon, roi de Navarre et duc de Vendôme, devient roi de France sous le nom d'Henri IV. Il doit reconquérir son royaume en grande partie contrôlé par les ligueurs. C'est le cas des châteaux de son duché de Vendôme. Il assiège alors Vendôme, qu'il récupère en quatre jours, le 20 novembre. Le château de Lavardin se rend alors le lendemain, suivit de Montoire, alors qu'Henri était sur le point de venir en faire le siège. Il confia alors le château et la ville à Gilles de Chambray, baron de Poncé. 
Mais les ligueurs reprirent le contrôle de Montoire, avec à leur tête Jean de Vallée, seigneur de Passais, forçant Gilles de Chambray à se retirer le 12 septembre 1590.
Par la suite, en 1593, Henri IV vend les jardins seigneuriaux et fait araser la partie sommitale du donjon de 12 ou 15 pieds (comme au château de Montrichard.

### LesXVIIeetXVIIIesiècle: ceux de l'oubli
Suite à son démantèlement, le château n'est vu que comme une ruine sans autre intérêt que celui d'offrir une carrière de pierre taillé et gratuite.

### LeXIXesiècle: un timide renouveau
Au XIXe siècle se développe la mode des ruines romantique c'est durant cette période que le château bénéficie dès 1818 d'un dessin de Bourgeois et d'un autre de Laval publié deux ans plus tards, attestant l'attrait que commençait à suscité les ruines du château.

Cette prise de conscience se concrétise par l'acquisition des ruines par la commune, probablement en s'inspirant de ce qui avait été fait pour le château de Vendôme en 1819. Le propriétaire du château, le marquis de Querhoent, souhaite s'en séparer. Le maire, Louis-Frédéric Guellier, a conscience de la situation alarmante des ruines, que si la commune ne les rachètes pas elle risquerait d'être entièrement détruite. Les ruines sont alors achetées par la la ville, sur une surface de 50 ares, pour la sommes de 2 000 francs or au moi d'octobre 1847, assurant ainsi la sauvegarde du site.

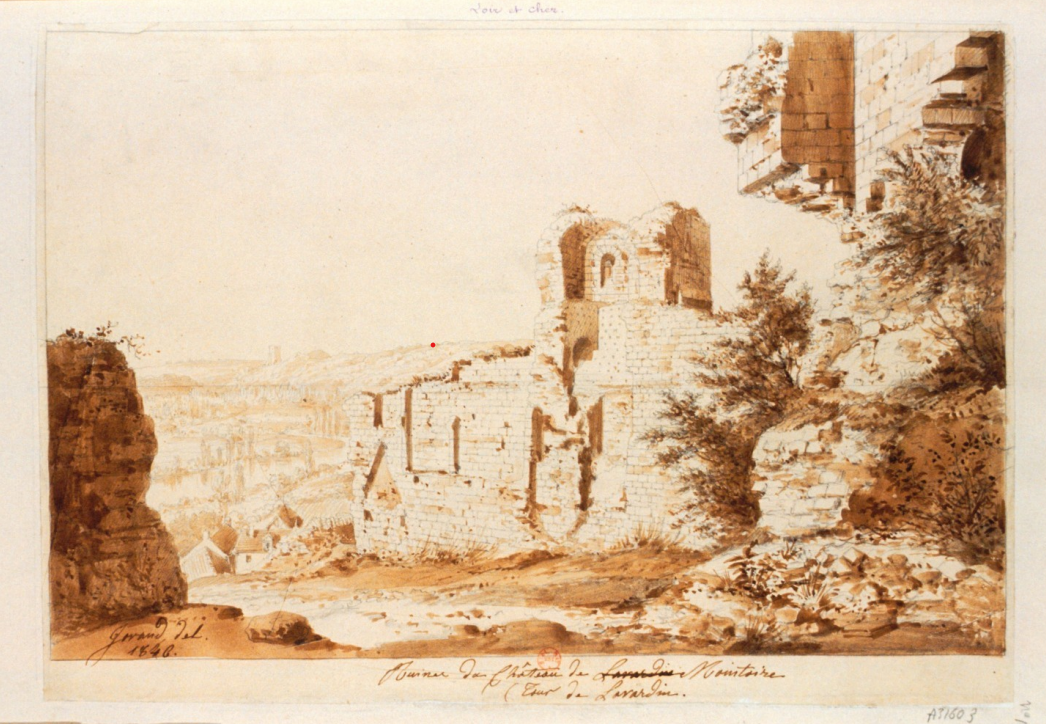
Dessin du château de Montoire par Jean-Baptiste-Joseph Jorand en 1846

Des érudits locaux se félicites de cette acquisition tel Jules de Pétigny dans son ouvrage en 1849. Un premier plan du château est alors dressé par Gervais Launay.
Le château est même dessiné en 1846 par Jean-Baptiste-Joseph Jorand, comme les autres châteaux du vendômois.
Mais cet attrait timide est marqué par le manque d'intérêt que portent les érudits aux ruines du château, dont le passé et le bâti sont alors totalement méconnu.
Les ruines du château sont cependant classés aux Monuments Historiques dès 1862.
Le château de Montoire reste cependant considéré comme un château de seconde zone, comme l'atteste en 1870 le projet d'Alexandre de Salies de publier en 1871 une étude archéologique des châteaux médiévaux du vendômois en comparant les châteaux de Vendôme Lavardin et Fréteval.
En juin 1872, lors du Congrès archéologique de France tenu à Vendôme, une petite excursion de certains membres du congrès menés par Alexandre de Salies fut amené à visiter divers monuments, l'on voit les choix que fit l'archéologue, privilégiant la chapelle Saint-Gilles à Montoire que le château, continuant sa visite à celui de Lavardin, en faisant qu'une rapide description du château de Montoire aux savants présents.
Le château apparait ainsi comme l'oublié des sites archéologiques du vendômois malgré une reconnaissance aux monuments historiques.

### DuXXesiècleà nos jours: de ruine méconnu à site archéologique
Le premier à publier une description assez détaillé du donjon de Montoire est Édouard Gatian de Clérambault dans le bulletin de la Société archéologique de Touraine pour son étude sur "les donjons romans de Touraine et de ses frontières". Il date alors le donjon du XIIe siècle

## Description
Le château est constitué d'un donjon rectangulaire à contreforts plats, dressé au point le plus haut, et qui fut postérieurement englobé, du côté du plateau, par une enceinte polygonale flanquée de tours. L'ensemble est séparé du plateau par un long fossé.

## Protection aux monuments historiques
Les ruines du château sont classées par la liste de 1862.